# Foni

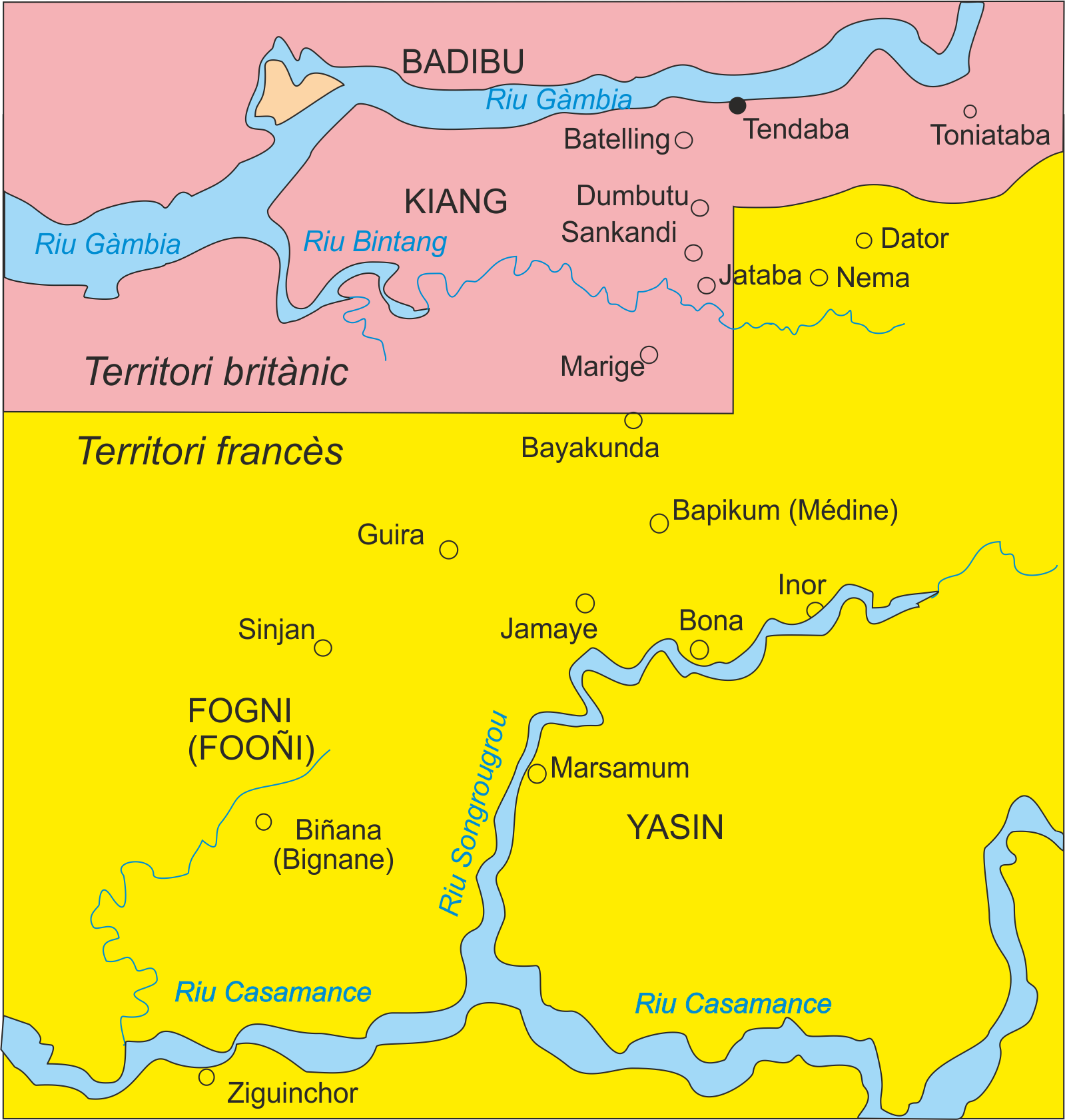
Gebiet des Reiches Fogny (Foni)

Foni (Schreibvarianten: Fogny, Fogni oder Fooñi) war ein historisches Reich in Westafrika, gelegen zwischen den Unterläufen des Gambia im Norden und des Casamance im Süden, ein Gebiet, das sich seit der Kolonialzeit staatlich auf Gambia und Senegal verteilt.

## Geschichte
Das Reich war im frühen 19. Jahrhundert eines der neun Reiche der Mandinka. Es reichte im Osten bis zum Unterlauf von Bintang Bolong und Soungrougrou, die das Staatswesen vom Reich Kiang trennten. Im Westen benachbart lag das Reich Kombo. In Foni lebten, so wie heute, eine überwiegende Anzahl der Mitglieder der Ethnie der Diola.
Mittelpunkt und Hauptort war Bignona. Der Ort Bintang war ein wichtiger Hafen am Bintang Bolong, wo auch Europäer Handel betrieben.
Im 20. Jahrhundert organisierten die Briten das Protektorat in sechs Distrikten: Foni Brefet, Foni Bintang-Karanai, Foni Kansala, Foni Bondali und Foni Jarrol. Später wurden die Distrikte Foni Bintang und Foni Karanai als Foni Bintang-Karanai zusammengefasst. In der West Coast Region existieren noch heute diese Distrikte, die Bezug auf dieses Reich nehmen. Der Südteil ist seit der Unabhängigkeit Senegals ein Teil des Départements Bignona.